# Hutmacher Zapf
Die Firma Hutmacher Zapf ist ein traditionelles österreichisches Familienunternehmen mit Sitz in Werfen (Salzburg-Land). 1893 gründete Ludwig Hohenwarter das Unternehmen, derzeit wird es von Theresia Bartolot (geb. Zapf) geführt und beschäftigt zwölf Mitarbeiter.

## Geschichte
Belege für die Wurzeln der Familie Zapf reichen bis ins Jahr 1523, als der Damastweber Johannes Zapf erstmals in Rothenburg auftaucht. Die österreichische Linie der Familie Zapf ist um 1770 urkundlich erwähnt, als Peter Zapf in St. Georgen im Attergau als Hutmacher notiert wird. Der Gründer Johann Zapf aus der sogenannten Werfener Linie kauft die Liegenschaft „Fichtlhaus“ in Werfen 1892, damit begann die Produktion von Zapf-Hüten.
Im Jahre 1905 wurde das Unternehmen zum „k.u.k. Kammerlieferant“ ausgezeichnet. Bei der Jagdausstellung in Wien 1912 bekam die Firma Hutmacher Zapf die Diana-Medaille in Silber. Der Erste Weltkrieg und die Wirtschaftskrise brachten schwere Zeiten, dennoch konnte sich das Unternehmen weiter behaupten. 1919 wurde eine Filiale in Golling eröffnet, 1923 übernahm Ludwig Zapf den Betrieb. 1926 wurde der Lamberghut als Salzburger Landes- und Volks-Trachtenhut eingetragen. 1934 wurde eine Filiale in Badgastein eröffnet. 1935 und 1939 erfolgten Umbauten und Vergrößerungen der Werkstätten.
Bei der Weltausstellung 1937 in Paris erhielt Zapf die die Bronze-Medaille für Jagdhüte. Während des Zweiten Weltkrieges trat Hans Zapf 1940 in die Hutmacherlehre.
Nach dem Krieg kam 1950 ein weiterer Um- und Zubau. 1951 legte Hans Zapf seine Meisterprüfung erfolgreich ab und heiratete im gleichen Jahr Hedwig Obauer. Er übernahm 1963 den Betrieb, zwei Jahre später wurde das "Grünsteinhäusl" gebaut.
1966 trat Hedwig Zapf d. J. († 1993) und 1968 Elfriede Zapf in die Hutmacherlehre, 1978 legten sie ihre Meisterprüfungen erfolgreich ab. 1985 wurde das Unternehmen in eine Kommanditgesellschaft umgewandelt, Hedwig und Elfriede wurde Geschäftsführerinnen.
Mit der Erlaubnis von Otto von Habsburg führte 1991 das Unternehmen die „Collection Habsburg“ neben der bereits bestehenden „Kollektion Zapf“ ein. Im darauffolgenden Jahr wurde die „Collection Habsburg“ im Schloss Blühnbach der Öffentlichkeit präsentiert.
1993 wurde an Hans Zapf das Goldene Verdienstabzeichen des Landes Salzburg durch Landeshauptmann Hans Katschthaler verliehen. 1996 wurde Theresia Bartolot-Zapf zweite Geschäftsführerin.
Im Jahr 1998 erhielt das Unternehmen die Staatliche Auszeichnung und darf seither das Bundeswappen im Geschäftsverkehr verwenden.
Seit dem Jahr 2004 ist Theresia Bartolot alleinige Geschäftsführerin und Hauptanteilseignerin der GmbH. Neben der Zentrale in Werfen führt Hutmacher Zapf auch ein Hutgeschäft im Herzen der Salzburger Altstadt (Klampferergasse 6, 5020 Salzburg).
2024 hat die Firma vier Jahre nach dem Tod der Geschäftsführerin Frau Bartolot Konkurs im Eigenantrag angemeldet.

## Produkte
Hergestellt werden in erster Linie Filzhüte für Damen und Herren. Die Hüte werden in Handarbeit produziert und werden auch als Zeichen der Volkskultur und des Brauchtums von zum Beispiel Mitgliedern von Heimat- und Trachtenverbänden, Musikkapellen usw. getragen.